# شهرستان مونرو (تنسی)
شهرستان مونرو، تنسی (به انگلیسی: Monroe County, Tennessee) شهرستانی در ایالت تنسی در کشور ایالات متحده آمریکا است. بر اساس سرشماری سال ۲۰۱۰ جمعیت ساکن این شهرستان ۴۴۵۱۹ نفر بوده است.

## خصوصیات
شهرستان مونرو ۱٬۶۹۰ کیلومترمربع مساحت دارد.